# Medal of Honor : Les Faucons de guerre
Medal of Honor : Les Faucons de guerre (Medal of Honor: European Assault) est un jeu vidéo de tir à la première personne basé sur la Seconde Guerre mondiale, sorti en 2005 sur PlayStation 2, Xbox et Gamecube. Le joueur incarne un militaire, William Holt, qui est un agent de l'OSS.

## Système de jeu
Medal of Honor : Les Faucons de guerre est un jeu de tir à la première personne. Le jeu contient un mode solo qui contient quatre campagne distinctes (Saint-Nazaire, Afrique du Nord, Russie et la Bataille des Ardennes), ainsi qu'un mode multijoueur en écran partagé jusqu'à quatre joueurs.
Pour chaque mission, le joueur doit terminer les objectifs principaux en passant, à sa guise, par plusieurs chemins disponibles. Il lui est également possible d'explorer les cartes de jeu afin de remplir des objectifs facultatifs.

## Accueil
- Jeuxvideo.com : 13/20[2]
- Gamekult : 5/10[1]